# ちちぶ銘仙館
ちちぶ銘仙館（ちちぶめいせんかん）は、埼玉県秩父市にある織物に関する資料館である。旧埼玉県繊維工業試験場秩父支場本館。

## 概要

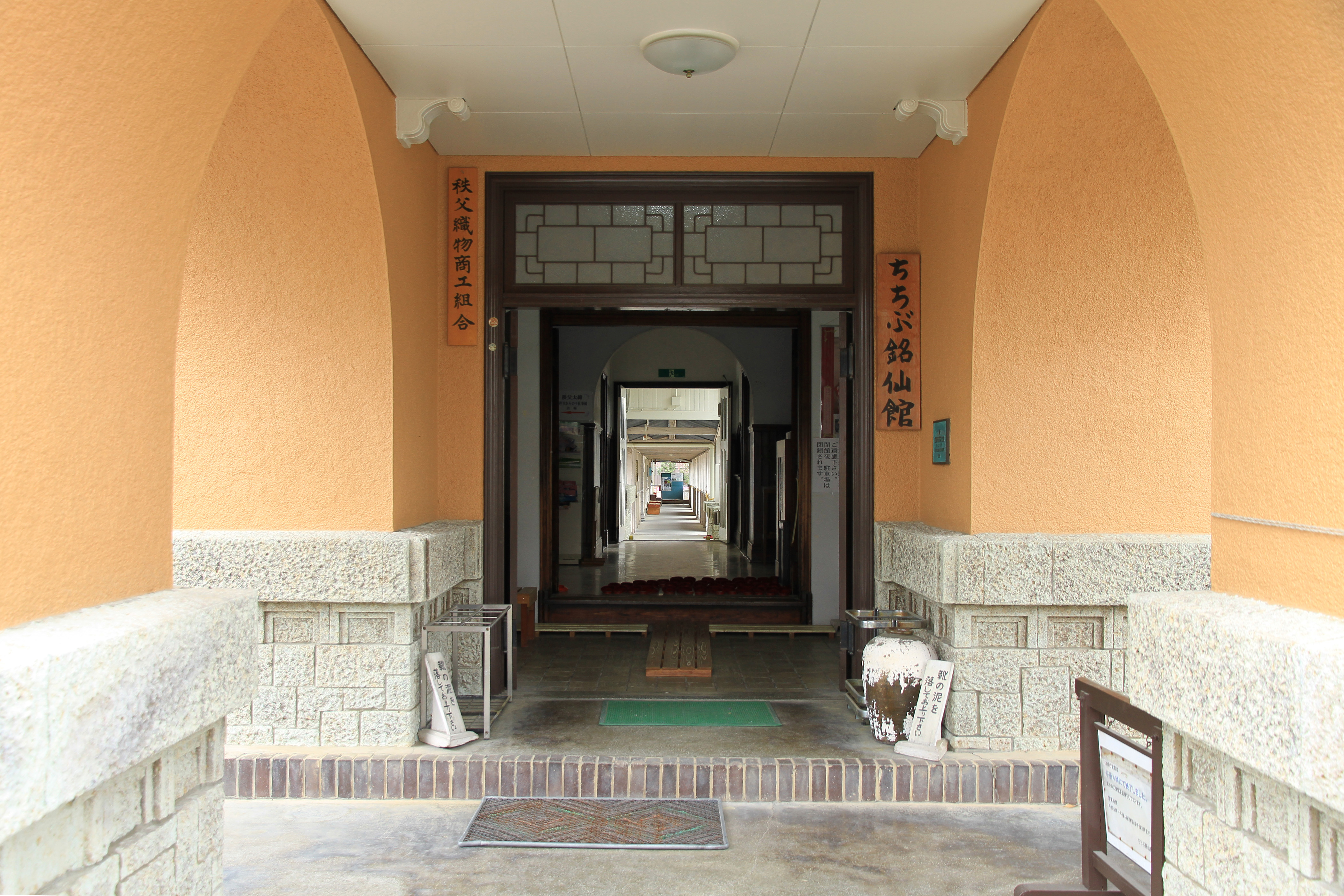
正面玄関（2011年5月）

1930年に建築された旧埼玉県秩父工業試験場を改築し2002年1月に開設された。館内には秩父銘仙の歴史や作り方を紹介する資料館が入るほか、秩父銘仙の染め織り体験、展示・即売なども行っている。
1998年10月には旧埼玉県繊維工業試験場秩父支場本館および工場棟と倉庫が国の登録有形文化財に登録されている。

## 所在地
- 埼玉県秩父市熊木町28-1

## 交通
- 西武鉄道西武秩父駅より徒歩5分
- 秩父鉄道御花畑駅より徒歩5分

### 付近の観光

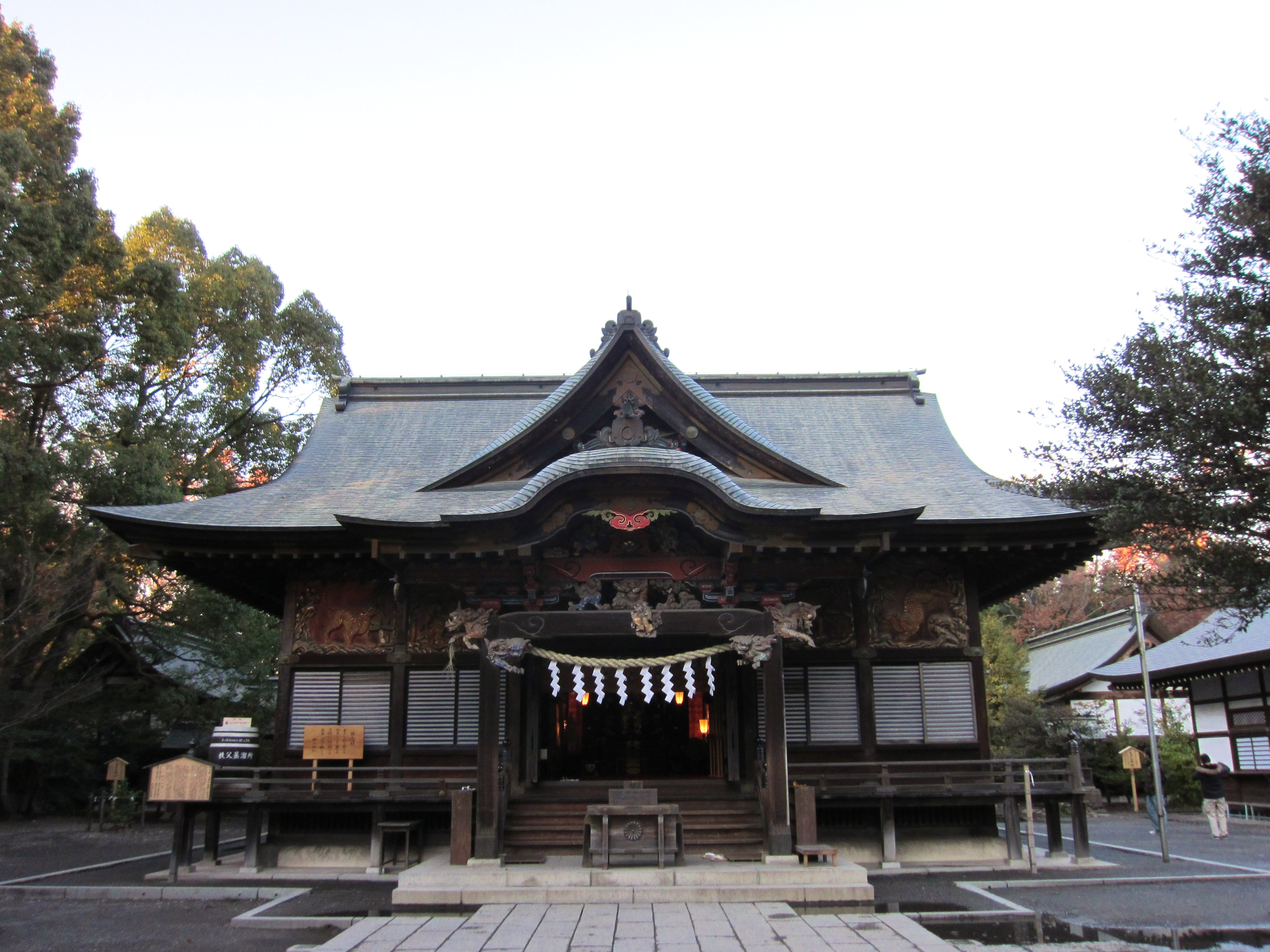
秩父三十四箇所（札所13番〜16番）
- 秩父神社
- 秩父ふるさと館（国の登録有形文化財） - ちちぶ銘仙館より徒歩15分[6]
- 秩父まつり会館
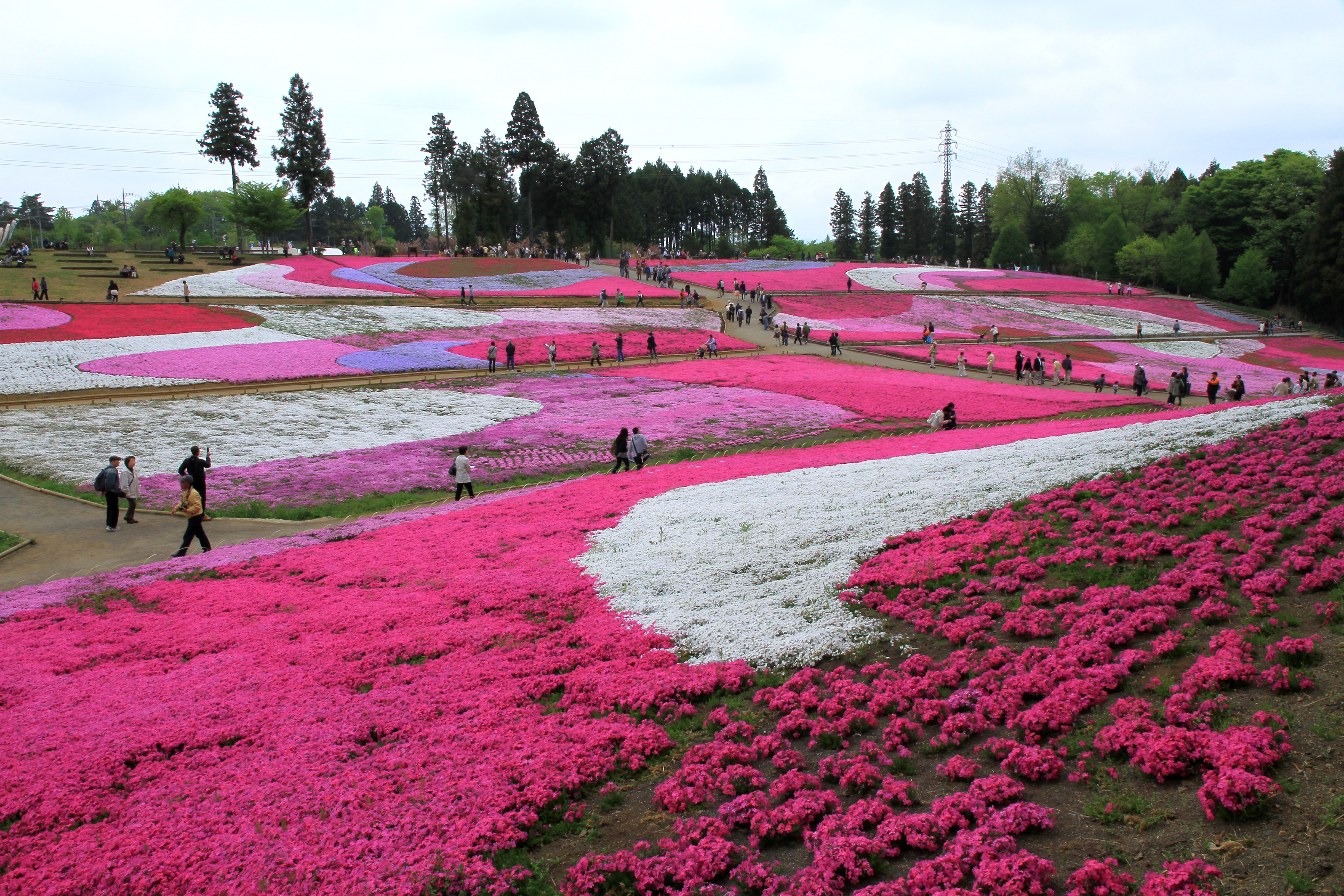
羊山公園（芝桜の丘で知られる）

- 秩父神社
- 羊山公園の芝桜の丘

## ギャラリー

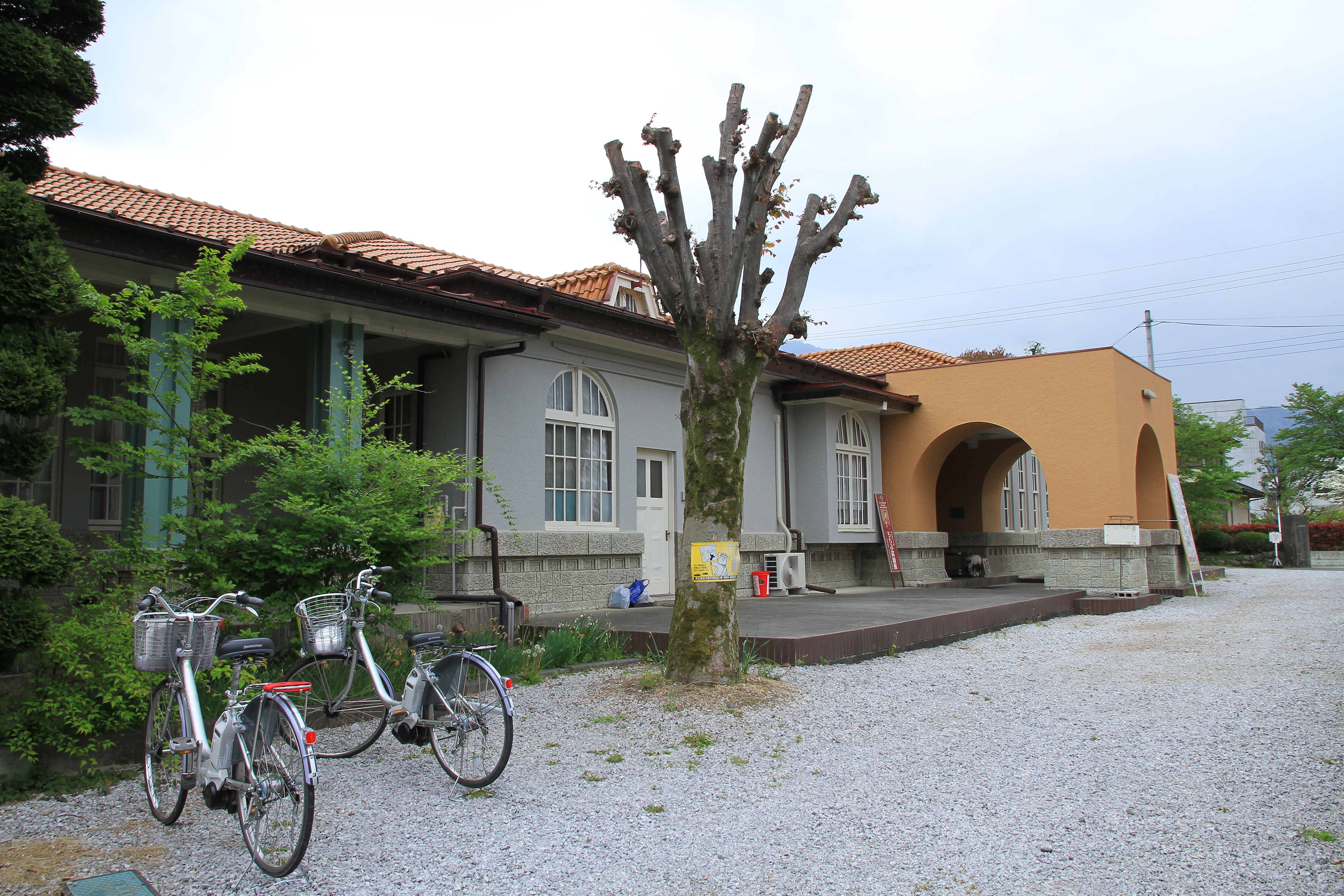
北側入口
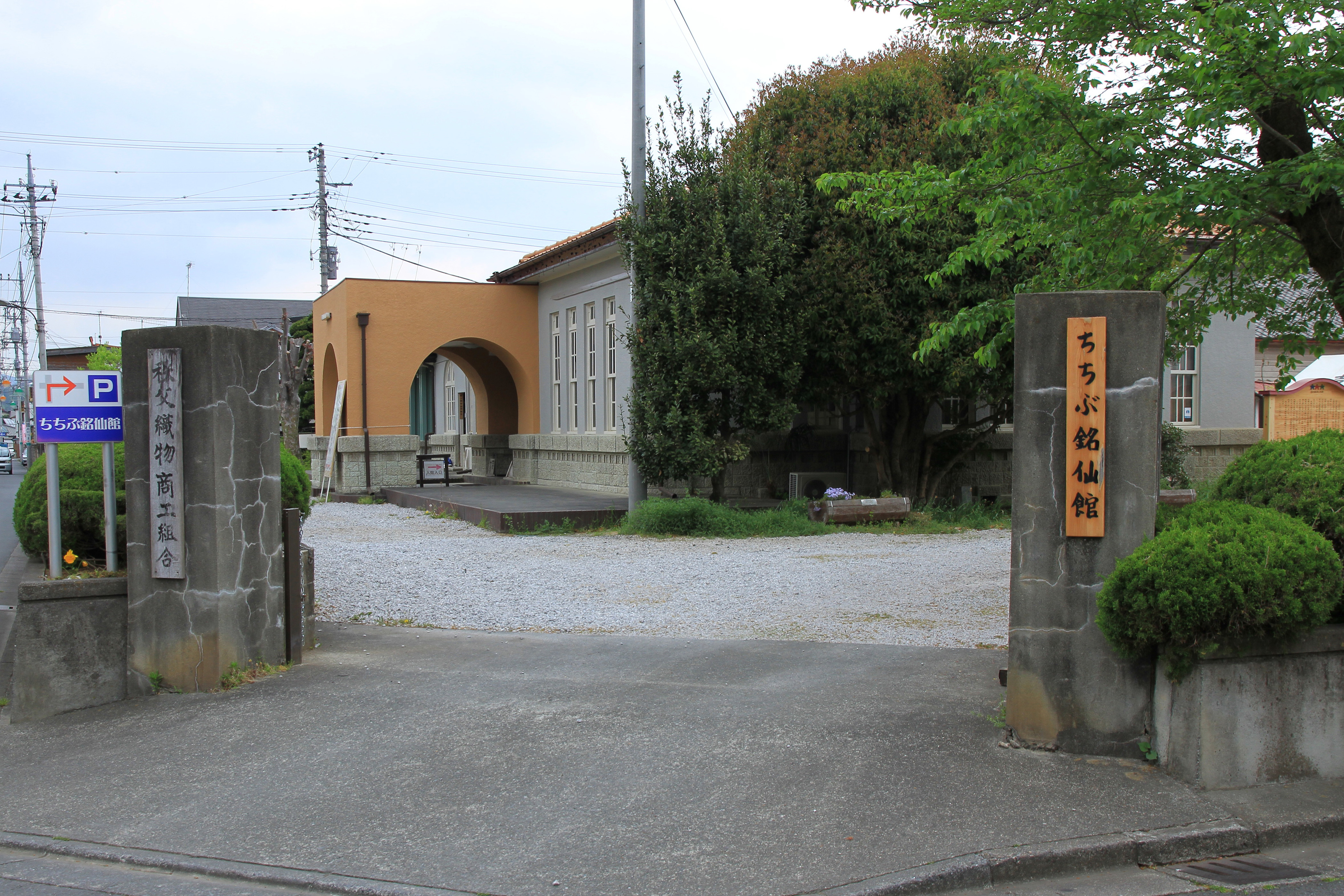
南側入口
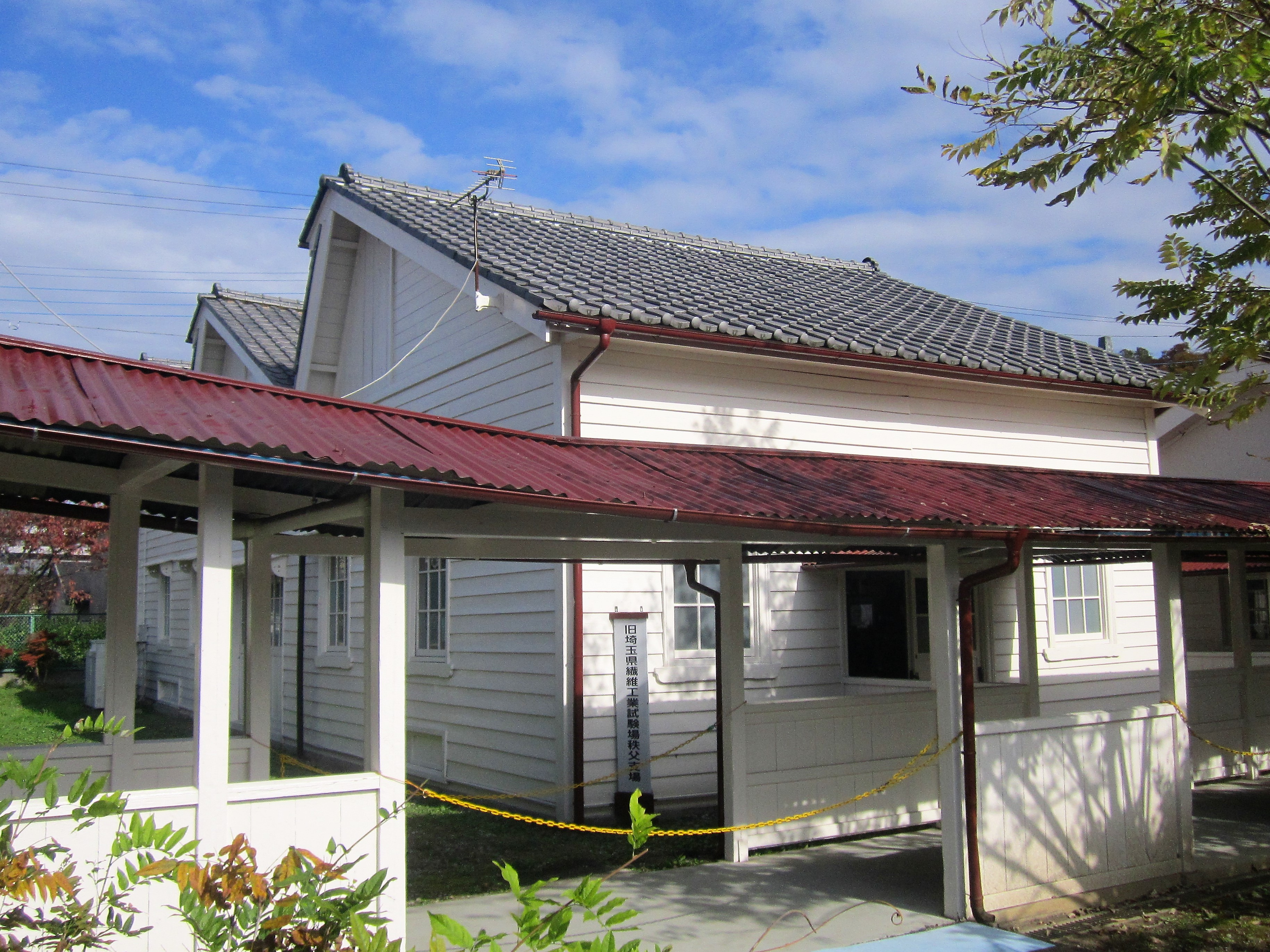
旧工場棟
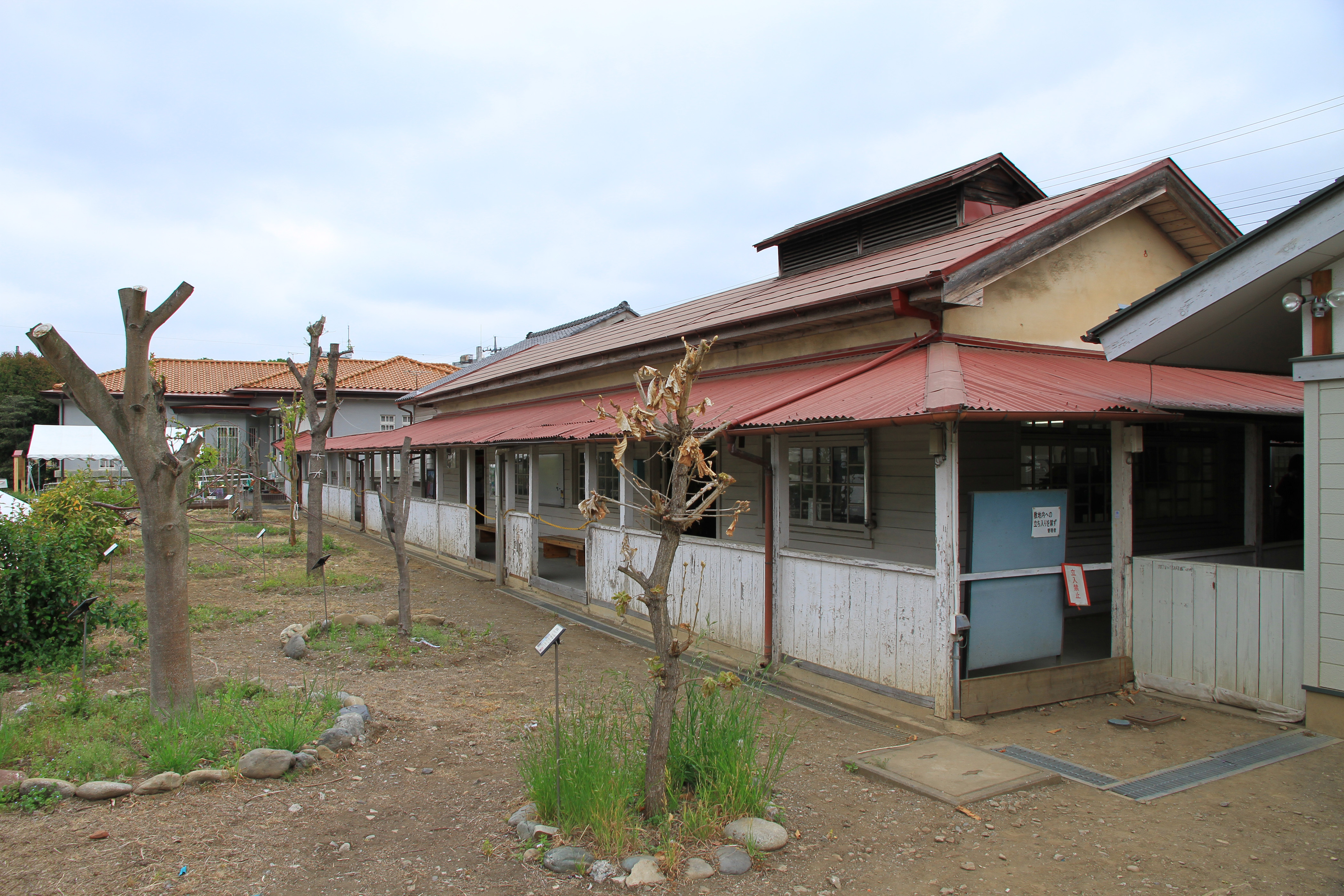
東側より（旧倉庫）